# Aleksandra Kluś
Aleksandra Kluś-Zamiedzowy, née le 31 juillet 1986 à Zakopane, est une skieuse alpine polonaise.

## Biographie
Elle participe à ses premières courses FIS en 2001 et à sa première compétition importante aux Championnats du monde junior en 2002. Ayant remporté plusieurs titres nationaux junior déjà, elle démarre en Coupe d'Europe en 2004, pour obtenir son seul top dix en 2008 à Candanchú. En janvier 2006, elle est au départ de sa première manche dans la Coupe du monde au slalom de Zagreb.
Elle compte trois sélections aux Championnats du monde, en 2007, 2009 et 2011, avec une 24e place en slalom comme meilleur résultat en 2009.
Elle prend part aux Jeux olympiques d'hiver de 2014, où elle court seulement le slalom, avec pour résultat une sortie de piste. Ceci est sa dernière compétition dans l'élite mondiale, quittant la scène sportive avec quatre titres de championne de Pologne.
Elle obtient ses principaux succès lors des Universiades, récoltant quatre médailles entre 2007 et 2011.

## Palmarès

### Jeux olympiques d'hiver
| Épreuve / Édition | Sotchi 2014 |
| Slalom            | Abandon     |

### Championnats du monde
| Épreuve / Édition | Åre 2007 | Val d'Isère 2009 | Garmisch-Partenkirchen 2011 | Schladming 2013 |
| Slalom géant      |          | 43e              | 59e                         |                 |
| Slalom            | Abandon  | 24e              | Abandon                     | 39e             |

### Universiades
- Turin 2007 :
  -  Médaille d'argent en slalom
- Harbin 2009 :
  -  Médaille de bronze en slalom.
- Erzurum 2011 :
  -  Médaille d'argent en slalom.
  -  Médaille de bronze en combiné (classement).

### Championnats de Pologne
- 4 titres[1] :
  - Championne de slalom géant, super G et combiné en 2012.
  - Championne de slalom en 2013.